# Свежая вода
«Свежая вода» — песня, записанная российской поп-группой «Винтаж» и саунд-продюсером ChinKong для четвёртого студийного альбома коллектива Very Dance (2013). Песня написанная молодым композитором Игорем Майским и аранжированная Владимиром Чиняевым (ChinKong), была представлена 4 ноября 2012 года в эфире Love Radio. Премьера клипа состоялась 21 декабря 2012 года на видеоканале русской музыки ELLO (YouTube).
Песня стала седьмым синглом группы, который попал в десятку радиочарта СНГ портала Tophit. В интернете можно найти демо-версию песни спетую самим композитором Игорем Майским.
«Свежая вода» получила номинацию на премию RU.TV 2013 в категории «Выбор пола» (за лучший танцевальный трек года).

## Реакция критики
В целом песня получила положительные отзывы от ведущих критиков, музыкальных журналистов и программных директоров радиостанций России, достигнув 7-го места в «Экспертном чарте» портала RedStarMusic.ru.
Популярный блогер Инспектор Музыки положительно оценил песню в своём личном блоге на сайте Русского Радио, назвав песню динамичной и интересной. Дмитрий Прочухан из NewsMusic.ru дал положительную оценку композиции, отметив её хитовый потенциал и запоминающийся припев и выделял её на фоне других песен альбома Very Dance: «Подхватив музыкальную эстафетную палочку от „Москвы“ эта песня способна достигнуть высоких позиций в чартах радиостанций», — писал критик. В МИА «Музыка» была раскритикована работа над звуком продюсера ChinKong. В издании назвали её музыкой уровня «два притопа — три прихлопа».
Булат Латыпов из «Афиши» дал композиции положительную оценку, причислив её к лучшим российским хитам весны. Отмечая, что последнее время группа не радовала публику цепляющими песнями, он противопоставлял этому сингл «Свежая вода», описав его, как мощный и в полной мере исполненный в стилистике коллектива. Сингл достиг 20-й позиции в чарте Itunes России и 91-й позиции в Itunes Казахстана. «Свежая вода» получила номинацию на премию RU.TV 2013 в категории «Выбор пола» (за лучший танцевальный трек года).

## Список композиций
| - Радиосингл 1. Свежая вода (radio edit) — 3:47 2. Свежая вода (slow version) — 3:41 | - Цифровой сингл 1. Свежая вода — 5:01 |

## Чарты
| Страна/территория (Чарт)             | Высшая Позиция |
| ------------------------------------ | -------------- |
| (Tophit Российский Топ-100)          | 5              |
| (Tophit Московский Топ-100)          | 7              |
| (Tophit Санкт-Петербургский Топ-100) | 6              |
| (Billboard Видео-чарт Топ-100)       | 1              |
| (Tophit Общий Топ-100)               | 3              |
| (Tophit Топ-100 по заявкам)          | 31             |
| (Tophit Украинский Топ-100)          | 45             |

## Награды и номинации
| Год  | Награда      | Номинированная работа | Категория  | Результат |
| ---- | ------------ | --------------------- | ---------- | --------- |
| 2013 | Премия RU.TV | «Свежая вода»         | Выбор пола | номинация |